# Krucjata Billy’ego Grahama w Szkocji (1955)
Scotland Crusade (1955) – wielka kampania ewangelizacyjna Billy’ego Grahama, przeprowadzona wiosną 1955 w Glasgow. Rozpoczęła się 19 marca i trwała przez 6 tygodni. Łączna liczba słuchaczy wyniosła 2,5 miliona ludzi. Większość spotkań odbyła się w Kelvin Hall. Specjalne spotkania odbyły się w Clydebank oraz w Hampden Park. Jak oceniło wielu obserwatorów, krucjata wywołała religijne poruszenie w Szkocji i przełożyła się na rozwój szkockich kościołów. Krucjata zaowocowała liczbą 50 tysięcy publicznych nawróceń.

## Przygotowania
W maju 1954 roku, podczas trwania londyńskiej krucjaty Grahama, na Generalnym Zgromadzeniu Kościoła Szkocji w Aberdeen zaproponowano zaproszenie Billy’ego Grahama.
Przed rozpoczęciem ewangelizacji w Glasgow zorganizowano 500 grup modlitewnych w Szkocji, a 500 innych w Anglii, Irlandii Północnej oraz Walii, które odbywały regularne spotkania z myślą o ewangelizacji w Glasgow. Przy pomocy środków masowego przekazu zwrócono się do chrześcijan na całym świecie o wsparcie modlitewne. Ponadto podczas trwania tej krucjaty 100–400 osób modliło się w zaimprowizowanej „górnej izbie”.

## Przebieg krucjaty

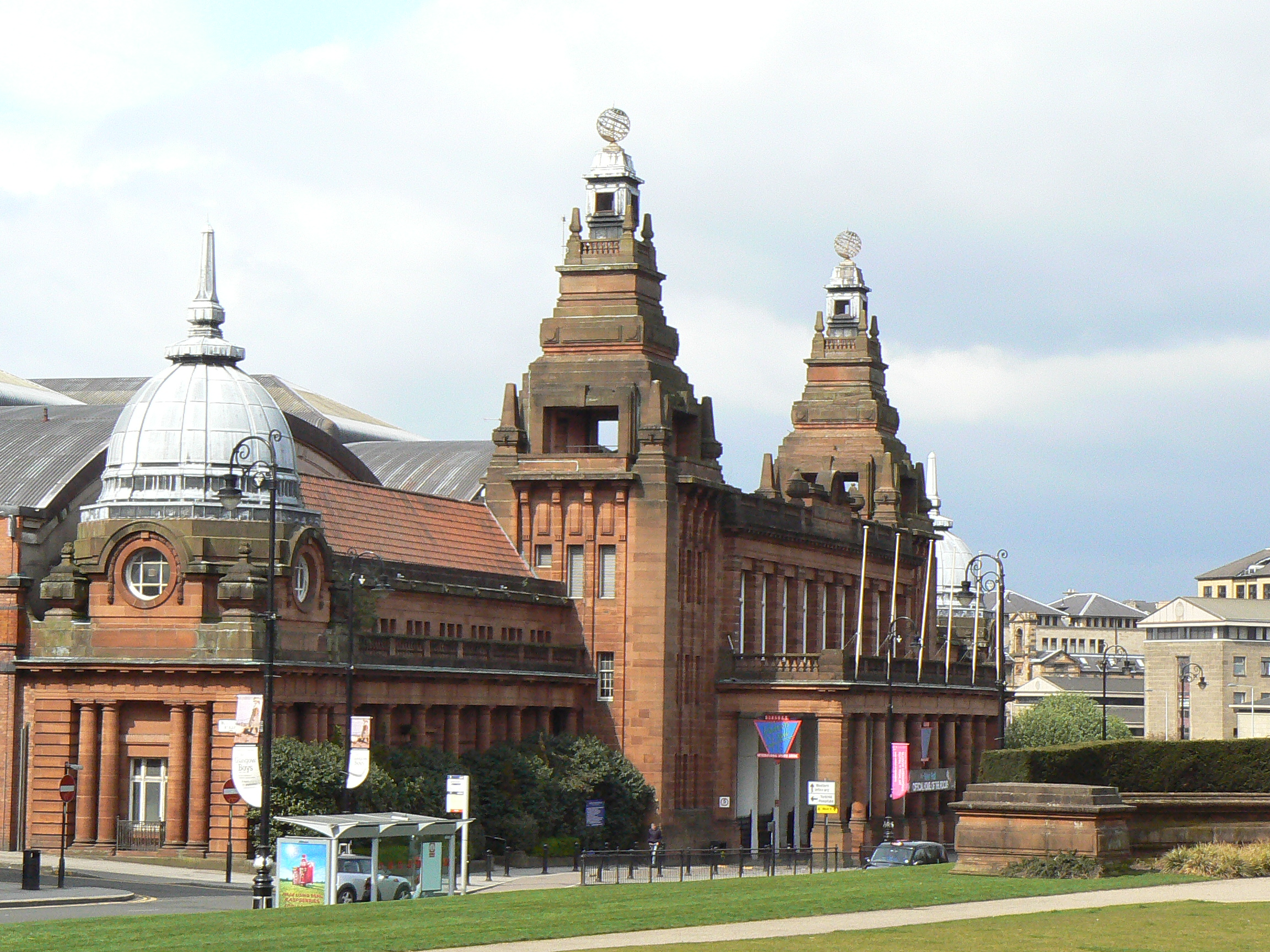
Spotkania odbywały się w Kelvin Hall

19 marca 1955 Graham przybył do Glasgow, spotkania odbywały się w Kelvin Hall. Krucjata trwała 6 tygodni. Jednorazowe spotkania odbyły się w Aberdeen i Inverness. Łączna liczba słuchaczy szacowana jest na 2,5 miliona ludzi. 50 tysięcy ludzi zdecydowało się publicznie zadedykować swoje życie Chrystusowi. Podczas trwania tej krucjaty w ponad 650 miejscach Anglii i Szkocji zgromadzeni byli ludzie, by słuchać przesłania z Kelvin Hall. Wraz z nimi audytorium Grahama liczyło 1,5 miliona słuchaczy.
Specjalne spotkanie odbyło się w Clydebank. Ostatnie spotkanie odbyło się w największym dostępnym w Glasgow obiekcie, stadionie piłkarskim Hampden Park, na którym zgromadziło się 90 tysięcy ludzi. Spotkanie było transmitowane przez BBC-TV. Grahama przemawiającego z Glasgow słuchało około 30 milionów ludzi w Wielkiej Brytanii. Żaden kaznodzieja w historii nie miał dotąd takiego audytorium. Jedynie przy koronacji Elżbiety II liczba słuchaczy była większa. Program był oglądany przez królową oraz rodzinę królewską.
Zdaniem dziennikarza z „Reader’s Digest” Stanleya High najbardziej dramatyczne spotkanie miało miejsce nie podczas publicznych spotkań w Kelvin Hall, lecz na specjalnym spotkaniu zorganizowanym pod koniec krucjaty dla tysiąca duchownych reprezentujących wszelkie odmiany szkockiego protestantyzmu. Podczas tego spotkania wszyscy duchowni dokonali duchowej rededykacji dla Chrystusa.
Wraz z żoną Graham zaproszony został do Clarence House, gdzie spotkał się z królową Elżbietą oraz księżniczką Małgorzatą. Spotkał się też z Anthony Eden, przyszłym premierem.
Po zakończeniu krucjaty w Glasgow Graham przeprowadził ośmiodniową krucjatę w Londynie na stadionie Wembley, następnie udał się w podróż po Europie zachodniej: Niemcy, Norwegia, Szwecja, Dania, Holandia, Francja.
30 marca w pobliżu Glasgow zagrał w golfa.

## Oceny
Jeden z dziennikarzy magazynu Kościoła Szkocji „Life and Work” napisał, że sam Duch Boży przemawia przez Grahama. 16 maja „Newsweek” ocenił, że Graham udowodnił, iż posiada przesłanie, którego chcą słuchać ludzie z niemal każdego kraju.
Ewangelista Tom Rees porównując z krucjatą przeprowadzoną w Londynie (1954) ocenił: "Londyn przełamał lody; Glasgow płynął w ciepłych strumieniach".
Graham wrócił do Szkocji w 1961 i 1991 roku.

## Rezultat
Po krucjacie nastąpił w Szkocji rozkwit kościołów. Jeszcze w roku 1960 frekwencja w szkockich kościołach była o 50% wyższa niż w roku 1954. Religia stała się jednym z najczęstszych tematów rozmów. W latach 1954–1955 w Szkocji wzrosła sprzedaż Biblii, co było również następstwem przeprowadzonej rok wcześniej krucjaty londyńskiej.
Tom Allan nazwał ją największą kampanią ewangelizacyjną w historii Szkocji.